# Chloroclystis naga
Chloroclystis naga là một loài bướm đêm trong họ Geometridae.